# Мурманский проезд
Му́рманский проезд — улица Москвы в Останкинском районе Северо-Восточного административного округа; между проспектом Мира и Калибровской улицей. Назван в 1964 году по городу Мурманск, областному центру России, так как проезд расположен вдоль Ленинградского направления железной дороги, по которой следуют поезда на Мурманск.

## Расположение
Мурманский проезд начинается от дублёра проспекта Мира у Крестовского моста. Проходит на северо-запад вдоль железнодорожной линии Ленинградского направления (перегон Рижская—Останкино). По правой стороне от проезда отходят Улица Годовикова и Калибровская улица, затем проезд заканчивается, проходя под мостом Шереметьевской улицы.

## Учреждения и организации
- Дом 4 — детская поликлиника № 55 (отделение восстановительного лечения для детей с туберкулезной интоксикацией);
- Дом 6 — учебно-спортивный центр «Алексеевский»;
- Дом 8 — подразделение колледжа художественных ремёсел № 59;
- Дом 10 — Московский художественно-педагогический колледж технологий и дизайна;
- Дом 12 — Технологический колледж № 14, факультет «Ресторанный бизнес»;
- Дом 14 — НИИ «Кулон»; МПО Вычислительной техники и информатики;
- Дом 18 — киностудия трюка «Варвара-Стант».

## Транспорт
В настоящее время движение по проезду двустороннее.
В 2016 году запущен автобусный маршрут № 239 от метро «Тимирязевская» до метро «Рижская».